# گئورگ مهریان
سرهنگ گئوگ مْهِرْیان (ارمنی: Գեւորգ Մհերյան) معاون رئیس پلیس جمهوری ارمنستان بود که در ژوئیه ۲۰۰۸ به فرمان سرژ سرکیسیان، رئیس‌جمهور ارمنستان عهده‌دار سمت معاون رئیس پلیس جمهوری ارمنستان شد. وی حدوداً ساعت ۸:۳۰ بعدازظهر روز چهارشنبه فوریه ۲۰۰۹ (۱۶ بهمن ۱۳۸۸) بر اثر شلیک چهار گلوله از سوی فرد یا افراد ناشناس در مقابل درب ورودی خانه‌اش در شماره ۶۵ خیابان باربیوس، ایروان ترور شد.

## یادداشت
1. ↑  Anti-Corruption Strategy Monitoring Group
2. ↑  Փոխոստիկանպետ
3. ↑  Երեւանի Բարբյուս փողոցի 65 շենքի